# Elfego Baca (série télévisée)
Elfego Baca (The Nine Lives of Elfego Baca) est une série télévisée américaine inspirée par Elfego Baca, pistolero et homme de loi américain à la fin de la guerre de Sécession dans l'Ouest américain. La série en onze épisodes a été produite par Walt Disney Productions et diffusée du 3 octobre 1958 au 25 mars 1960 sur le réseau ABC dans l'émission Walt Disney Presents.
En France, la série à partir du 25 avril 1987 dans Le Disney Channel sur FR3.

## Synopsis
Dans la ville fictive hispano-américaine de Frisco au Nouveau-Mexique, les forces de l'ordre ont peur d'arrêter un délinquant qui souhaite mitrailler la ville. Elfego Baca se donne comme mission de rétablir l'ordre et d'arrêter le brigand. Voici le début des histoires d'Elfego Baca, un shérif puis un avocat dans l'Ouest américain.

## Fiche technique
- Réalisateur : Norman Foster, Christian Nyby, George Sherman, William Beaudine assisté de Vincent McEveety, Ivan Volkman
- Scénariste : Norman Foster, Maurice Tombragel, Barney Slater, Fred Freiberger
- Photographie : William Snyder, Lucien Ballard, Arthur Orloff
- Montage : Edward Sampson, Basil Wrangell
- Directeur artistique : Stan Jolley
  - Artiste matte : Peter Ellenshaw
- Décors : Emile Kuri, Arnor E. Goetten, Bertram Granger, Vin Taylor, Hal Gausman, William L. Stevens
- Costumes : Chuck Keehne, Gertrude Casey
- Maquillage : Pat McNalley
- Technicien du son : Robert O. Cook
- Musique : Franklyn Marks, Buddy Baker, Joseph Dubin
  - Chansons : Rich Dehr, Frank Miller, Norman Foster, William Lava, Maurice Tombragel
- Producteur : James Pratt
- Production : Walt Disney Productions

Sauf mention contraire, les informations proviennent des sources suivantes : John West et IMDb

## Distribution
| - Robert Loggia : Elfego Baca - Pour The Nine Lives of Elfego Baca et Four Down and Five Lives to Go - Robert F. Simon - Nestor Paiva - Charles Maxwell - Rico Alaniz - Lisa Montell - Leonard Strong - Linc Foster - Arthur Space - Tom London - Pour Lawman or Gunman et Law and Order, Inc - James Dunn : J. Henry Newmann - Ramón Novarro : Don Estaban Miranda - Valerie Allen : Lucita Miranda - Skip Homeier - Carl Benton Reid - Clegg Hoyt - Joe Maross - I. Stanford Jolley - Pour Attorney at Law - James Dunn : J. Henry Newmann - Lynn Bari - James Drury - Kenneth Tobey - Annette Funicello : Chiquita - Grant Withers - Robert J. Stevenson - Edward Colmans - Pour The Griswold Murder - James Dunn : J. Henry Newmann - Jay C. Flippen - Patric Knowles - Audrey Dalton - Philip Trey - Carl Benton Reid - Grant Withers - R. G. Armstrong - Herbert Anderson - Robert Kline | - Pour Move Along, Muistangers et Mustang Man, Mustang Maid - Brian Keith : Shadrack O'Reilly - Beverly Garland : Suzanna O'Brien - Arthur Hunnicutt - Barry Kelley - Lillian Bronson - Roger Perry - James Coburn - William Schallert - Robert Nichols - John Maxwell - Robert Hoy - Pour Friendly Enemies at Law - John Kerr - Patricia Crowley - Barton MacLane - Robert Lowery - Ray Teal - Guinn Williams - Roy Bancroft - Pour Gus Tomlin Is Dead - Alan Hale Jr. : Bill Minters - Coleen Gray : Peggy Minters - Brian Corcoran : Ross Minters - Paul Birch - Richard Garland - Eddy Waller - Raymond Greenleaf - Byron Foulger - Mickey Simpson |

Sauf mention contraire, les informations proviennent des sources suivantes : John West et IMDb

## Origine et production
La série Elfego Baca, tout comme Texas John Slaughter produite en alternance, avait pour but de capitaliser sur le succès des séries western mais aussi de reconquérir le public attiré par les productions des autres chaînes. Le studio n'a pas regardé à la dépense et ses productions usaient des mêmes scènes d'action et de la même violence que les concurrents. Une publicité dans un guide télé pour le premier épisode évoquait ainsi qu'après 33 heures, 4 000 balles tirées, les 80 hommes d'une mafia n'avaient pas réussi à abattre Elfego Baca. Et pour taire les critiques sur la consonance féminine du nom du héros, Walt Disney expliquait aux reporters qu'Elfego Baca était un descendant d'espagnols, qu'il avait grandi au Kansas et était au Nouveau-Mexique une sorte de Robin des Bois.
Les deux premiers épisodes de la série sont tournées à Los Cerrillos au Nouveau-Mexique, une petite ville que le directeur artistique Stan Jolley a dû faire ressembler à une ville des années 1880. Bien que Jolley déclare ne pas avoir eu beaucoup à faire, 75 camions de gravier et de sable ont été nécessaires pour couvrir les routes bitumées, les trottoirs ont dû être couverts de bois tandis que des poteaux, des lavoirs et des auges ont été ajoutés. Les lignes téléphoniques et électriques ont été masquées par des arbres ou débranchées pour être recâblées plus loin. Une taverne locale a été transformée en plateau de tournage pour les intérieurs comme le saloon, le tribunal et la cantina mexicaine. Durant le tournage une inondation a submergé les canalisations d'eau déposant du sable et privant la ville d'eau potable pendant six jours. L'équipe de tournage amena des réservoirs d'eau et partagea avec la population. Avant de partir de la ville, l'équipe commença à déblayer la ville pour lui redonner son aspect normal mais la mairie demanda de laisser le décor afin d'en faire une attraction touristique.
Le réalisateur Norman Foster a écrit et tourné les deux premiers épisodes avant de quitter le studio Disney. Maurice Tombragel, scénariste de western, avait de son côté entamé des recherches depuis deux mois sur le personnage d'Elfego Baca et écrit un scénario qu'il proposait à des producteurs. Découvrant cela, Bill Dover, responsable du service des scénarios et à la recherche d'un remplaçant pour Foster, organise un entretien avec Walt Disney. Tout se passait bien jusqu'à ce que Walt Disney demande à Tombragel s'il avait visité Disneyland. Répondant par l'affirmative, Tombragel est alors pressé par Disney de donner des détails et ses impressions mais la description qu'il en fait démontre à Walt qu'il confond avec le parc voisin de Knott's Berry Farm. Malgré un léger froid, Walt engage l'auteur qui commença la semaine suivante.
Le reste du tournage s'est déroulé au Albertson Ranch, au Golden Oak Ranch et au studio Disney. Dans le studio Disney, le tournage s'est fait dans une rue western installée située à l'est du campus, désormais disparue. Elle s’appelait simplement Western Street, a été conçue par John B. Mansbridge et construite avec un budget de 175 000 USD.
Pour le troisième et le quatrième épisode, le studio a pris le parti de construire une réplique du palais du gouverneur du Nouveau-Mexique mais d'après des photos d'époque, des années 1880. Or comme le bâtiment existe toujours et sert de musée, le studio a reçu des lettres de mécontentements car le bâtiment représenté n'était pas celui que l'on pouvait voir en vrai.
En 1962, le studio sort une compilation d'extraits des épisodes de la série et le diffuse dans plusieurs pays sous le titre Elfego Baca: Six Gun Law.

## Épisodes
Source : Leonard Maltin, John West,

### Première saison (1958-1959)
1. Les neuf vies de Elfego Baca (The Nine Lives of Elfego Baca) (3 octobre 1958)
2. Four Down and Five Lives to Go (17 octobre 1958)
3. Lawman or Gunman (28 novembre 1958)
4. Law and Order, Inc (12 décembre 1958)
5. Attorney at Law (6 février 1959)
6. The Griswold Murder (20 février 1959)

### Deuxième saison (1959-1960)
1. Move Along, Muistangers (13 novembre 1959)
2. Mustang Man, Mustang Maid (20 novembre 1959)
3. Friendly Enemies at Law (18 mars 1960)
4. Gus Tomlin Is Dead (25 mars 1960)